# Apol·lònia de Migdònia
Apol·lònia de Migdònia (en grec antic Ἀπολλωνία) va ser una ciutat de la regió de Migdònia a Macedònia al nord de la península Calcídica en el camí entre Tessalònica i Amfípolis segons Ateneu de Nàucratis.
La mencionen els Fets dels Apòstols Plini el Vell, l'Itinerari d'Antoní i la Taula de Peutinger.